# 시천천
시천천은 인천광역시 서구 검암동 9-1에서 발원해 경인 아라뱃길로 흘러드는 지방하천이다. 총 길이는 1.02km이며, 유역면적은 1.58km2이다.